# هانز بالتيسبيرجير
هانز بالتيسبيرجير (بالألمانية: Hans Baltisberger)‏ كان متسابق دراجات نارية ألماني. نافس في سباقات بطولة العالم لفئة 500 سي سي ولفئة 250 سي سي ولفئة 125 سي سي ولفئة 50 سي سي. كما شارك في كأس جزيرة مان السياحية. توفي إثر حادث تعرض له أثناء السباق.